# Bagno Chorzemińskie
Bagno Chorzemińskie – torfowiskowy rezerwat przyrody położony w gminie Wolsztyn, powiecie wolsztyńskim (województwo wielkopolskie). Znajduje się około 2,5 km na północny wschód od wsi Chorzemin, na wysokości 62,3 m n.p.m.
Rezerwat zajmuje powierzchnię 3,92 ha (akt powołujący podawał 3,66 ha).
Został utworzony w roku 1959 dla ochrony bezodpływowego zagłębienia terenu, w którym wytworzyło się przejściowe torfowisko mszarne o ciekawej roślinności – m.in. rosiczka okrągłolistna i długolistna, żurawina błotna, bagno zwyczajne, bagnica torfowa (Scheuchzeria palustris), modrzewnica pospolita, turzyca nitkowata i przygiełka biała. Samo torfowisko ma charakter wrzosowy. Na terenie rezerwatu stwierdzono występowanie żmii zygzakowatej.

## Podstawa prawna
- Zarządzenie Ministra Leśnictwa i Przemysłu Drzewnego z dnia 5 maja 1959 r. w sprawie uznania za rezerwat przyrody(M. P. z 1959 r. Nr 50 poz. 227)
- Obwieszczenie Woj. Wielkopolskiego z dnia 4 października 2001 r. w sprawie ogłoszenia wykazu rezerwatów przyrody utworzonych do dnia 31 grudnia 1998 r. (Dz. Urz. Woj. Wielkopolskiego Nr 123 poz. 2401)
- Zarządzenie Nr 1/10 Regionalnego Dyrektora Ochrony Środowiska w Poznaniu z dnia 25 stycznia 2010 r. w sprawie rezerwatu przyrody „Bagno Chorzemińskie”; zmienione przez: Zarządzenie Regionalnego Dyrektora Ochrony Środowiska w Poznaniu z dnia 4 stycznia 2018 r. zmieniające zarządzenie w sprawie rezerwatu przyrody „Bagno Chorzemińskie”